# Day One (gruppo musicale)
I Day One sono un gruppo musicale britannico di Bristol formatosi nel 1990, composto dal cantante Phelim Byrne e dal polistrumentista Matthew Hardwidg.

## Storia del gruppo
I due iniziarono a collaborare a metà degli anni novanta, componendo musica elettronica fortemente influenzata dal trip hop bristoliano. Queste loro prime registrazioni furono raccolte in una demo di tre tracce che fu recapitata a Robert Del Naja dei Massive Attack. Del Naja rimase molto colpito dalla loro musica, tanto da metterli sotto contratto per la sua etichetta personale, la Melankolik.
Il loro disco d'esordio, Ordinary Man, fu co-prodotto dalla Melankonik e dalla Astralwerks e pubblicato all'inizio del 2000. L'album non ottenne grande successo di pubblico, ma alcune canzoni sono state usate come colonna sonora per film e serie televisive: Bedroom Dancing in Cruel Intentions, The Big Tease e Six Feet Under. Il loro secondo album Probably Art è stato pubblicato nell'ottobre 2007 dall'etichetta One Little Indian. Il terzo lavoro del gruppo, intitolato Intellectual Property, prodotto in collaborazione con Mario Caldato Jr. dei Beastie Boys e Robert Carranza viene annunciato a giugno 2015, e pubblicato per il solo download dal sito Society of sound. L'album è poi stato pubblicato prima in Giappone dalla Rush! Production a settembre 2016 e poi nel resto del mondo il 4 Novembre dello stesso anno.

## Discografia
- 2000 – Ordinary Man, Melankonik/Astralwerks
- 2007 – Probably Art, One Little Indian
- 2015 - Intellectual Property, Society of Sound Music